# گویش پکن
گویش پکن (چینی ساده‌شده: 北京话، چینی سنتی: 北京話، پین‌یین: Běijīnghuà) گونه‌ای از چینی ماندارین است که در منطقه شهری پکن در چین رایج است. این گویش پایه واجی چینی معیار است که زبان رسمی چین و تایوان و یکی از چهار زبان رسمی در سنگاپور است. با وجود همانندی بسیار با چینی معیار، این گویش دارای برخی از تفاوت‌های «مشخص» با آن است.